# La Joya (Teksas)
La Joya – miasto w Stanach Zjednoczonych, w stanie Teksas, w hrabstwie Hidalgo.